# Charles Atamian
Pour les articles homonymes, voir Atamian.
Charles Garabed Atamian, né à Constantinople le 18 septembre 1872 et mort à Paris le 30 juillet 1947, est un peintre français d'origine arménienne.

## Biographie

### Jeunesse et débuts en Turquie
Charles (Garabed) Atamian est le deuxième des cinq enfants de Mighirditch Atamian, orfèvre et musicien, et de Marie Afker, arméniens francophiles[réf. nécessaire].
En 1880, il commence ses études primaires au Lycée Saint-Benoît de Constantinople. Il le quitte en 1886 pour entrer au collège Armeno Moorat-Raphael (en) à Venise, où il entre à l'école de Panletti. Il obtient son diplôme en 1892, et rejoint alors pour deux ans l’Académie des beaux-arts de Venise.
De retour à Constantinople, il est employé comme chef-céramiste par le Sultan Abdülhamid II. Il tient ce poste jusqu'en 1897, tout en commençant, à titre privé, un travail d'aquarelliste.

### Installation en France
Fin 1897, pour être libre d'épouser la femme qu'il aime, Marie-Josèphe Valérie Snidarsich, rencontrée à Trieste, il s'installe à Paris, dans un des ateliers de la Villa des Arts, Rue Hégésippe-Moreau. Il y a pour voisins Eugène Carrière, Picabia, Paul Cézanne. Pour parfaire sa formation de peintre, il choisit comme thème de copie de Maître ancien La Vierge au lapin, de Le Titien, exposée au Louvre.
En 1903, il est accepté au Salon d'automne. Il devient aussi, cette année-là, illustrateur pour de grands éditeurs, puis pour des revues littéraires, activité qui lui fournira l'essentiel de ses ressources jusqu'en 1918.
Simultanément, il peint, à l'occasion de ses vacances et de ses voyages, et commence, en 1911 une carrière de portraitiste.
Pendant la Première Guerre mondiale, il est assigné à résidence à Paris, étant sujet ottoman et son épouse autrichienne. Il travaille comme illustrateur pour des revues françaises et anglaises, et comme affichiste pour Gustave Quinson, directeur de théâtres, ce qui le conduit à fréquenter des artistes tels que Arletty ou Dranem.
En 1918, il voyage dans le midi de la France, et commence une série sur Marseille et sa région. Puis, en 1920, c'est Saint-Jean-de-Luz et ses environs qu'il explore et peint.
En 1921, il expose à la Galerie Allard. En 1923, à la Galerie Petit.

### À Saint-Gilles-Croix-de-Vie
En 1923, il se rend pour l'été à Saint-Gilles-sur-Vie, en Vendée. Il y retourne régulièrement jusqu'en 1939. Une grande partie de son œuvre - plusieurs centaines de tableaux - y est élaborée, et c'est sur ses peintures de plage que va s'affermir sa réputation. Il y compose plus de deux cents œuvres, généralement des huiles sur toile.
En 1926, il participe au Salon de France, organisé par le gouvernement Raymond Poincaré pour contribuer, à travers la vente aux enchères d’œuvres offertes par des artistes étrangers, au redressement économique de la France. En 1928, il obtient la nationalité française.
C'est à cet endroit, devenu Saint-Gilles-Croix-de-Vie en 1967, que son souvenir est demeuré le plus vivace. Des plaques commémoratives signalent qu'il y a résidé de nombreuses années. Une avenue et un rond-point y portent son nom. Le 27 janvier 2019, le nom d'« Espace Charles Atamian » est donné à la nouvelle salle d'exposition de Saint-Gilles, salle située dans la nouvelle bibliothèque.

### Dernières années
En 1940, l'exode le conduit à Poulaines, dans l'Indre, d'où il rapporte de nouveaux paysages, localisés à Barzelle, du nom de l'ancienne Abbaye où il a résidé quelques mois, avant de retourner dans son atelier parisien.
Son épouse meurt en 1941. Cette année-là, ressentant les premiers effets de la maladie qui l'emportera, il cesse de peindre, tout en continuant d'exposer. Sa dernière œuvre connue est un autoportrait (on ne connaît que deux autoportraits du peintre) daté de 1941. Il meurt dans son atelier le 30 juillet 1947.

## Activités artistiques

### Arts et techniques pratiqués
Charles Atamian est, en plus de son activité de peintre, dessinateur de céramiques, illustrateur de livres et de revues, portraitiste, décorateur de théâtre, photographe et affichiste.[réf. nécessaire]
Il utilisa comme techniques, principalement l'huile sur toile, bois ou carton (à la brosse ou au couteau), et accessoirement l'aquarelle, la gouache, le pastel, le lavis.[réf. nécessaire]
Certains de ses tableaux ont été reproduits par des éditeurs d'art, tels que Stehli Frères, à Zurich, ou Landeker & Brown, à Londres.[réf. nécessaire]

### Expositions

#### De son vivant
Charles Atamian exposa régulièrement au Salon de la Société nationale des beaux-arts (25 participations) de 1913 à 1945 et au Salon des indépendants (11 participations) de 1938 à 1945. Citons :
- 1903 : Salon d'automne, (Chapelle ensablée sous-titrée L'île de Batz, Bretagne) ; le Salon d’automne fut créé et organisé pour la première fois le 31 octobre 1903 au Petit Palais
- 1918 : Marseille, Galerie Mouillot (Ma mère)
- 1919 : La Nationale (peintures d'Agay)
- 1920 : La Nationale (Les rhododendrons). Il y exposera jusqu'en 1945
- mars 1921 : Galerie Allard (peintures de Saint-Jean-de-Luz et de Villennes-sur-Seine)
- 1923 : Galerie Georges Petit
- juillet 1923 : Strasbourg
- 1924 : Galerie Pouillé-Lepoutre, Lyon
- 1925 : Artistes français de Bruxelles (60 toiles)
- 1925 : Galerie Devambez, Paris
- mai 1927 et octobre 1927 : Galerie Georges Petit
- août 1927 : Beaux-Arts de Calais
- novembre 1928 : Galerie Simonson, 19 rue Caumartin, Paris (peintures de Nice et de Saint-Gilles)
- 1929 : Exposition d'art français contemporain, Osaka, puis Tokyo en 1930
- 1930 : Expositions à Alger, puis Lille, Mulhouse et enfin Majorque. En juin, la galerie Witcomb expose des Atamian à Buenos Aires, avec des Manet, Corot, Pissarro, Sisley, Forain ou encore Bonnard…
- 1931 : Expositions au Havre, Bordeaux, Boulogne-sur-Mer, Arras, Dijon et au salon de la Nationale
- 1933 : Amis des Arts de Bordeaux, galerie Aktuaryus à Strasbourg, galerie Schusterman à Paris
- 1936 : Angleterre, exposition titrée " Enfants au bord de mer"
- 1937 : exposition au salon de la Nationale
- 1939 : exposition au salon des Indépendants. Il est nommé sociétaire de la Société Nationale des Beaux-Arts
- 1940 : deux toiles au salon des Indépendants
- 1942 : Exposition au salon de la Nationale et à la galerie Becquemin
- 1943 : En mai, 4 toiles au salon de la Nationale et 2 au salon des Indépendants
- 1944 et 1945 : quelques toiles anciennes aux salons des Indépendants et au salon de la Nationale

#### Posthumes
Depuis la disparition de Charles Atamian, notons les expositions suivantes :
- Mai 1996, Marseille, musée Cantini, exposition Le chant de la mer, huit toiles
- Juillet-août 2006 : Saint-Hilaire-de-Riez, salle Henry Simon, 24 œuvres
- Décembre 2006 - mars 2007 : Cagnes-sur-Mer, La peinture arménienne aux XIXe et XXe siècles, plusieurs toiles d'Atamian
- Février-juin 2007 : Paris, Musée national de la Marine, Exposition Aïvazovski[6], trois toiles d'Atamian
- Septembre-octobre 2009 : Saint-Gilles-Croix-de-Vie[7], salle Marcel Baudouin
- Juin 2010 : Les-Lucs-sur-Boulogne, Galerie du Sénéchal

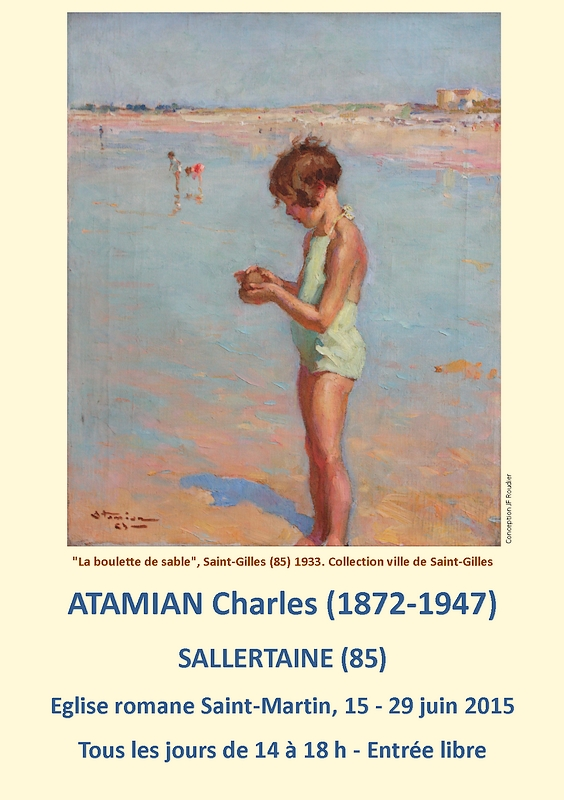
Affiche de l'exposition de Sallertaine (85) en 2015

- Juin 2015 : Sallertaines Vendée, église romane Saint-Martin
- Juin - septembre 2016 : Saint Gilles Croix de Vie, « Charles Atamian illustrateur, l’œuvre méconnue du peintre », bibliothèque La Conserverie[8]
- 12 mai au 3 septembre 2017 : Historial de la Vendée, Lecture sur la plage de 1926
- 23 mai au 7 juillet 2017 : Moscou, musée de l'Impressionnisme Russe, 3 toiles de la collection du musée d'Erevan, une toile (extrait) d'Atamian illustre la couverture du magnifique catalogue de l'exposition
- 9 mars au 12 mai 2019 : Saint-Gilles-Croix-De-Vie, Espace Charles Atamian, itinéraire d'un peintre, de Constantinople à Saint-Gilles-Sur Vie, 41 Hst[pas clair] et 6 aquarelles[9]
- Depuis le 1er septembre 2023 : Exposition permanente à la bibliothèque de Saint-Gilles-Croix-de-Vie, Espace Charles Atamian[10].

### Muséographie

#### En France
Il est présent, en France
- au Musée d'Orsay,
- à Cambrai,
- à Péronne (Musée Alfred Danicourt[11]) : Bain de sable en Vendée, huile sur toile, 73 × 92, acquis en 1931 ; La halle aux poissons de Nice, huile sur toile, 73 × 92, acquis en 1931
- à Sées (Mairie), La place, huile sur toile, 1918, 60 × 73
- à Troyes (Musée d'archéologie et de sciences naturelles) : Le petit bateau, huile sur toile, 46 × 55, acquis en 1938
- La ville de Saint-Gilles Croix-De-Vie recevra une donation de 40 toiles, à la disparition de l'héritière du peintre

#### À l'étranger
- au Canada
- en Arménie : à Erevan (Galerie nationale d'Arménie),et à Etchmiadzin (Musée Catholicossat),
- à Tokyo
- à Venise (Monastère des Pères Mekhitaristes à San Lazzaro degli Armeni),
- à Washington (Smithsonian American Art Museum)

### Travail d'illustrateur

#### Livres
Charles Atamian a illustré une centaine d'ouvrages (romans, nouvelles, etc.). Parmi lesquels :
- Hors-textes pour L’Égyptienne : roman ramsinite de la XIXe dynastie de Pierre Guédy, Albert Méricant Éditeur, Paris, 1903.
- 40 aquarelles pour Les derniers jours de Pompéi, par Edward George Bulwer-Lytton, Albert Méricant ; réédité par Nilsson en 1946.
- Illustrations noir et blanc et frontispice pour Le Petit Jacques, par Jules Claretie, Calman-Lévy, 1909.
- Romans et Sapho, mœurs parisiennes d'Alphonse Daudet, Flammarion, 1910.
- Illustrations pour des ouvrages de Jane de la Vaudère, Victorien Du Saussay, Jean de Quirielle…
- Ses illustrations sont également parues dans Je sais tout, Lisez-moi, Lectures pour tous, La Vie au grand air, Le Monde illustré, etc.
- Il a réalisé des affiches, parues dans l'almanach Vermot, comme « Debout, les morts !! » (1916)[12], « Saluez !!! c'est Verdun ! » (1917)[13], des documents du même genre sont parus dans la revue britannique The Sphere.